# Пійометсаська сільська рада
Пі́йометсаська сільська рада (ест. Piiometsa külanõukogu, рос. Пийометсаский сельский совет) — сільська рада в Естонській РСР, адміністративно-територіальна одиниця в складі повіту Ярвамаа (1945—1950) та Тюріського району (1950—1954).

## Населені пункти
Сільській раді підпорядковувалися населені пункти:
села: Пійометса (Piiometsa), Роовере (Roovere), Сакасоо (Sakasoo), Нимме (Nõmme), Йие (Jõe);
поселення Пійометса (Piiometsa asundus).

## Історія
8 серпня 1945 року на території волості Вяетса в Ярваському повіті утворена Пійометсаська сільська рада з центром у селі Пійометса.
26 вересня 1950 року, після скасування в Естонській РСР повітового та волосного поділу, сільська рада ввійшла до складу новоутвореного Тюріського сільського району.
17 червня 1954 року в процесі укрупнення сільських рад Естонської РСР Пійометсаська сільська рада ліквідована, а її територія склала північно-західну частину Тюріської сільської ради.